# Sedum pubescens
Sedum pubescens är en fetbladsväxtart som beskrevs av Vahl. Sedum pubescens ingår i Fetknoppssläktet som ingår i familjen fetbladsväxter. Inga underarter finns listade i Catalogue of Life.